# Euplexaura abietina
Euplexaura abietina is een zachte koraalsoort uit de familie Plexauridae. De koraalsoort komt uit het geslacht Euplexaura. Euplexaura abietina werd in 1908 voor het eerst wetenschappelijk beschreven door Kükenthal. 